# Malajzia az 1972. évi nyári olimpiai játékokon
Malajzia az NSZK-beli Münchenben megrendezett 1972. évi nyári olimpiai játékok egyik részt vevő nemzete volt. Az országot az olimpián 6 sportágban 45 sportoló képviselte, akik érmet nem szereztek.

## Atlétika
Férfi
| Versenyző                                                                | Versenyszám     | Előfutam | Előfutam | Előfutam | Negyeddöntő | Negyeddöntő | Negyeddöntő | Elődöntő | Elődöntő | Elődöntő | Döntő   | Döntő    |
| Versenyző                                                                | Versenyszám     | Idő      | Hely.    | Össz.    | Idő         | Hely.       | Össz.       | Idő      | Hely.    | Össz.    | Idő     | Helyezés |
| ------------------------------------------------------------------------ | --------------- | -------- | -------- | -------- | ----------- | ----------- | ----------- | -------- | -------- | -------- | ------- | -------- |
| Zain-ud-Din Wahab                                                        | 100 m           | 10,80    | 7.       | 58.      | kiesett     | kiesett     | kiesett     | kiesett  | kiesett  | kiesett  | kiesett | kiesett  |
| Zain-ud-Din Wahab                                                        | 200 m           | 21,87    | 5.       | 48.*     | kiesett     | kiesett     | kiesett     | kiesett  | kiesett  | kiesett  | kiesett | kiesett  |
| Tambusamy Krishnan                                                       | 400 m           | 48,31    | 5.       | 51.      | kiesett     | kiesett     | kiesett     | kiesett  | kiesett  | kiesett  | kiesett | kiesett  |
| Ishtiaq Mubarak                                                          | 110 m gát       | 14,78    | 7.       | 34.      |             |             |             | kiesett  | kiesett  | kiesett  | kiesett | kiesett  |
| Tambusamy Krishnan Sinnayah Sabapathy Mohamed Osman Baba Singhe Peyadesa | 4 × 400 m váltó | 3:13,51  | 6.       | 20.      |             |             |             |          |          |          | kiesett | kiesett  |

Női
| Versenyző     | Versenyszám | Előfutam | Előfutam | Előfutam | Negyeddöntő | Negyeddöntő | Negyeddöntő | Elődöntő | Elődöntő | Elődöntő | Döntő   | Döntő    |
| Versenyző     | Versenyszám | Idő      | Hely.    | Össz.    | Idő         | Hely.       | Össz.       | Idő      | Hely.    | Össz.    | Idő     | Helyezés |
| ------------- | ----------- | -------- | -------- | -------- | ----------- | ----------- | ----------- | -------- | -------- | -------- | ------- | -------- |
| Junaidah Aman | 400 m       | 57,36    | 6.       | 45.      | kiesett     | kiesett     | kiesett     | kiesett  | kiesett  | kiesett  | kiesett | kiesett  |

| Versenyző   | Versenyszám | 100 m gát | 100 m gát | Súlylökés | Súlylökés | Magasugrás | Magasugrás | Távolugrás       | Távolugrás       | 200 m         | 200 m         | Végeredmény   | Végeredmény   |
| Versenyző   | Versenyszám | Idő       | Pont      | Eredmény  | Pont      | Eredmény   | Pont       | Eredmény         | Pont             | Idő           | Pont          | Pont          | Helyezés      |
| ----------- | ----------- | --------- | --------- | --------- | --------- | ---------- | ---------- | ---------------- | ---------------- | ------------- | ------------- | ------------- | ------------- |
| Gladys Chai | Ötpróba     | 18,46     | 440       | 6,95 m    | 363       | 160 cm     | 834        | nem állt rajthoz | nem állt rajthoz | nem ért célba | nem ért célba | nem ért célba | nem ért célba |

## Gyeplabda
| Malajziai férfi gyeplabdacsapat-játékoskeret | Malajziai férfi gyeplabdacsapat-játékoskeret |
| --- | --- |
| - Singaram Balasingam - Francis Belavantheran - Franco De Cruz - Wong Choon Hin - Murugesan Mahendran - Brian Santa Maria - Phang Poh Meng - Yang Siow Ming | - Ramalingam Pathmarajah - Sulaiman Saibot - Sayed Samat - Harnahal Singh Sewa - Sri Shanmuganathan - Azaari Mohamed Zain - Omar Mohamed Razali Yeop |

### Eredmények
Csoportkör
A csoport
| Csapat              | M | Gy | D | V | G+ | G– | Gk  | P  |
| ------------------- | - | -- | - | - | -- | -- | --- | -- |
| NSZK (FRG)          | 7 | 6  | 1 | 0 | 17 | 5  | +12 | 13 |
| Pakisztán (PAK)     | 7 | 5  | 1 | 1 | 17 | 6  | +11 | 11 |
| Malajzia (MAS)      | 7 | 4  | 1 | 2 | 9  | 7  | +2  | 9  |
| Spanyolország (ESP) | 7 | 2  | 4 | 1 | 9  | 8  | +1  | 8  |
| Belgium (BEL)       | 7 | 2  | 1 | 4 | 8  | 14 | –6  | 5  |
| Franciaország (FRA) | 7 | 2  | 0 | 5 | 6  | 13 | –7  | 4  |
| Argentína (ARG)     | 7 | 0  | 3 | 4 | 4  | 9  | –5  | 3  |
| Uganda (UGA)        | 7 | 0  | 3 | 4 | 6  | 14 | –8  | 3  |

| 1972. augusztus 27. | Malajzia (MAS)             | 3 – 1   | Uganda (UGA) |  |
| 1972. augusztus 27. | Sewa Pathmarajah Mahendran | (1 – 0) | Adiga        |  |

| 1972. augusztus 28. | NSZK (FRG) | 1 – 0   | Malajzia (MAS) |  |
| 1972. augusztus 28. | Kittstein  | (1 – 0) |                |  |

| 1972. augusztus 29. | Spanyolország (ESP) | 0 – 0 | Malajzia (MAS) |  |
| 1972. augusztus 29. | (0 – 0)             |       |                |  |

| 1972. augusztus 31. | Franciaország (FRA) | 0 – 1   | Malajzia (MAS) |  |
| 1972. augusztus 31. |                     | (0 – 1) | Mahendran      |  |

| 1972. szeptember 1. | Belgium (BEL)         | 2 – 4   | Malajzia (MAS)                               |  |
| 1972. szeptember 1. | Miserque Vanderborght | (1 – 3) | Pathmarajah Shanmuganathan De Cruz Mahendran |  |

| 1972. szeptember 3. | Pakisztán (PAK)    | 3 – 0   | Malajzia (MAS) |  |
| 1972. szeptember 3. | Zaman Rashid Anwar | (1 – 0) |                |  |

| 1972. szeptember 4. | Malajzia (MAS) | 1 – 0   | Argentína (ARG) |  |
| 1972. szeptember 4. | Belavantheran  | (0 – 0) |                 |  |

Az 5–8. helyért
| 1972. szeptember 7. | Malajzia (MAS) | 1 – 2   | Ausztrália (AUS) |  |
| 1972. szeptember 7. | Mahendran      | (1 – 0) | Charlesworth 2   |  |

A 7. helyért
| 1972. szeptember 9. | Malajzia (MAS) | 1 – 2   | Spanyolország (ESP) |  |
| 1972. szeptember 9. | Shanmuganathan | (0 – 2) | Alustiza F. Amat    |  |

| Csapat         | Helyezés |
| -------------- | -------- |
| Malajzia (MAS) | 8.       |

## Kerékpározás

### Országúti kerékpározás
| Versenyző                                                        | Versenyszám     | Idő              | Helyezés      |
| ---------------------------------------------------------------- | --------------- | ---------------- | ------------- |
| Abdul Bahar-ud-Din Rahum                                         | Mezőnyverseny   | nem ért célba    | nem ért célba |
| Saad Fadzil                                                      | Mezőnyverseny   | nem ért célba    | nem ért célba |
| Daud Ibrahim                                                     | Mezőnyverseny   | nem ért célba    | nem ért célba |
| Omar Haji Saad                                                   | Mezőnyverseny   | nem ért célba    | nem ért célba |
| Abdul Bahar-ud-Din Rahum Saad Fadzil Daud Ibrahim Omar Haji Saad | Csapat időfutam | 2:46:51 (+35:34) | 35.           |

### Pálya-kerékpározás
Sprintverseny
| Versenyző    | Versenyszám  | 1. forduló                                    | 1. forduló | Vigaszág                                          | Vigaszág | 2. forduló             | 2. forduló | Vigaszág             | Vigaszág | Nyolcaddöntő           | Nyolcaddöntő | Vigaszág selejtező     | Vigaszág selejtező | Vigaszág döntő       | Vigaszág döntő | Negyeddöntő          | Elődöntő             | Döntő                | Helyezés    |
| Versenyző    | Versenyszám  | Ellenfelek Győztes idő                        | Hely.      | Ellenfelek Győztes idő                            | Hely.    | Ellenfelek Győztes idő | Hely.      | Ellenfél Győztes idő | Hely.    | Ellenfelek Győztes idő | Hely.        | Ellenfelek Győztes idő | Hely.              | Ellenfél Győztes idő | Hely.          | Ellenfél Győztes idő | Ellenfél Győztes idő | Ellenfél Győztes idő | Helyezés    |
| ------------ | ------------ | --------------------------------------------- | ---------- | ------------------------------------------------- | -------- | ---------------------- | ---------- | -------------------- | -------- | ---------------------- | ------------ | ---------------------- | ------------------ | -------------------- | -------------- | -------------------- | -------------------- | -------------------- | ----------- |
| Daud Ibrahim | Férfi egyéni | Ezio Cardi (ITA) · Félix Suárez (ESP) · 11,92 | 3.         | Klaas Balk (NED) · Maurice Hugh-Sam (JAM) · 12,02 | 3.       | kiesett                | kiesett    | kiesett              | kiesett  | kiesett                | kiesett      | kiesett                | kiesett            | kiesett              | kiesett        | kiesett              | kiesett              | kiesett              | helyezetlen |

Időfutam
| Versenyző    | Versenyszám  | Idő     | Helyezés |
| ------------ | ------------ | ------- | -------- |
| Daud Ibrahim | Férfi egyéni | 1:16,27 | 29.      |

## Labdarúgás
| Malajziai labdarúgócsapat-játékoskeret | Malajziai labdarúgócsapat-játékoskeret |
| --- | --- |
| - Othman Abdullah - Rahim Abdullah - Shahruddin Abdullah - Soh Chin Aun - Mohamed Bakar - Mohamed Chandran - Wong Kam Fook - Bahwandi Hiralal - Hamzah Hussein - Lim Fung Kee | - Abdullah Namat - Ibrahim Salleh - Looi Loon Teik - Youssef Zawawi - Wong Choon Wah - Ali Bakar* - Harun Jusoh* - Khoo Huan Khen* - V. Krishnasamy* |

* - nem játszott csak nevezve volt

### Eredmények
Csoportkör
A csoport
| Csapat           | M | Gy | D | V | G+ | G– | Gk  | P |
| ---------------- | - | -- | - | - | -- | -- | --- | - |
| NSZK             | 3 | 3  | 0 | 0 | 13 | 0  | +13 | 6 |
| Marokkó          | 3 | 1  | 1 | 1 | 6  | 3  | +3  | 3 |
| Malajzia         | 3 | 1  | 0 | 2 | 3  | 9  | –6  | 2 |
| Egyesült Államok | 3 | 0  | 1 | 2 | 0  | 10 | –10 | 1 |

| 1972. augusztus 27. 12:00 |

| NSZK (FRG)                    | 3–0               | Malajzia |
| ----------------------------- | ----------------- | -------- |
| Worm 56' Kalb 71' Seliger 82' | (0–0) Jegyzőkönyv |          |

| Olimpiai Stadion, München Nézőszám: 60 000 Játékvezető: Armando Marques (brazil) |

| 1972. augusztus 29. 12:00 |

| Malajzia (MAS)                        | 3–0               | Egyesült Államok |
| ------------------------------------- | ----------------- | ---------------- |
| S. Abdullah 14' Salleh 67' Zawawi 77' | (1–0) Jegyzőkönyv |                  |

| Ingolstadt Nézőszám: 3 000 Játékvezető: Henry Oberg (norvég) |

| 1972. augusztus 31. 12:00 |

| Marokkó (MAR)                                             | 6–0               | Malajzia |
| --------------------------------------------------------- | ----------------- | -------- |
| Ben Khrief 16' Faras 19' 21' 25' El-Filali 56' Zouita 85' | (4–0) Jegyzőkönyv |          |

| Ingolstadt Nézőszám: 2 500 Játékvezető: Palotai Károly (magyar) |

| Csapat         | Helyezés |
| -------------- | -------- |
| Malajzia (MAS) | 10.      |

## Sportlövészet
Nyílt
| Versenyző    | Versenyszám       | Pont | Helyezés |
| ------------ | ----------------- | ---- | -------- |
| Wong Foo Wah | Sportpuska, fekvő | 581  | 85.      |

## Úszás
Férfi
| Versenyző        | Versenyszám  | Előfutam | Előfutam | Előfutam | Elődöntő | Elődöntő | Elődöntő | Döntő   | Döntő    |
| Versenyző        | Versenyszám  | Idő      | Hely.    | Össz.    | Idő      | Hely.    | Össz.    | Idő     | Helyezés |
| ---------------- | ------------ | -------- | -------- | -------- | -------- | -------- | -------- | ------- | -------- |
| Chiang Jin Choon | 100 m hát    | 1:07,65  | 7.       | 38.      | kiesett  | kiesett  | kiesett  | kiesett | kiesett  |
| Chiang Jin Choon | 200 m hát    | 2:26,51  | 6.       | 34.      |          |          |          | kiesett | kiesett  |
| Chiang Jin Choon | 200 m vegyes | 2:32,67  | 7.       | 38.      |          |          |          | kiesett | kiesett  |

Női
| Versenyző   | Versenyszám  | Előfutam | Előfutam | Előfutam | Elődöntő | Elődöntő | Elődöntő | Döntő   | Döntő    |
| Versenyző   | Versenyszám  | Idő      | Hely.    | Össz.    | Idő      | Hely.    | Össz.    | Idő     | Helyezés |
| ----------- | ------------ | -------- | -------- | -------- | -------- | -------- | -------- | ------- | -------- |
| Ong Mei Lin | 100 m hát    | 1:19,39  | 7.       | 37.      | kiesett  | kiesett  | kiesett  | kiesett | kiesett  |
| Ong Mei Lin | 200 m hát    | 2:46,40  | 8.       | 37.      |          |          |          | kiesett | kiesett  |
| Ong Mei Lin | 200 m vegyes | 2:48,13  | 8.       | 43.      |          |          |          | kiesett | kiesett  |